# Afterparty (album Cool Kids of Death)
Afterparty – czwarty studyjny album zespołu Cool Kids of Death, którego premiera odbyła się 18 kwietnia 2008 roku. Jest to pierwszy album wydany po rozwiązaniu przez CKOD kontraktu z BMG Poland. Materiał został zarejestrowany w domowym studiu zespołu, a producentami są gitarzysta Marcin "Cinass" Kowalski i klawiszowiec Kamil "Methadone" Łazikowski. Za oprawę graficzną odpowiada, jak przy poprzednich płytach grupy, wokalista CKOD Krzysztof Ostrowski.
Pierwszy utwór z albumu (singlowy "Nagle zapomnieć wszystko") zaprezentowano na stronie MySpace grupy 25 marca 2008 roku. Teledysk do piosenki nakręcono w Muzeum Książki Artystycznej w kwietniu tego roku. Reżyserujący teledysk Krzysztof Ostrowski przyznawał się do inspiracji m.in. twórczością Arthura Browna.
Część utworów grana była na koncertach zespołu, między innymi na Off Festivalu w 2007 roku.
Wydawcami albumu jest Agora i Chaos Management Group. Pierwsze recenzje płyty są pozytywne.

## Spis utworów
1. "Mamo, mój komputer jest zepsuty"
2. "Afterparty"
3. "Bal sobowtórów"
4. "Leżeć"
5. "Nagle zapomnieć wszystko"
6. "Biec"
7. "Bezstronny obserwator"
8. "Mężczyźni bez amunicji"
9. "Ciągle jestem sam"
10. "Joy"
11. "TV Panika"
12. "Ruin gruz"